# Жашківська міська територіальна громада
Жа́шківська міська територіальна громада — територіальна громада в Україні, в Уманському районі Черкаської області. Адміністративний центр — місто Жашків.
Площа громади — 151,37 км², населення — 16 552 мешканці (2018).
Утворена 8 серпня 2017 року шляхом об'єднання Жашківської міської ради, Вільшанської, Литвинівської, Марійківської та Скибинської сільських рад Жашківського району. Згідно з розпорядженням Кабінету Міністрів України від 12.06.2020 № 728-р до складу громади були включені Вороненська, Житницька, Кривчунська, Леміщиська, Олександрівська, Пугачівська, Сабадаська, Сорокотязька, Тетерівська, Тихохутірська, Хижнянська та Шуляківська сільські ради Жашківського району. 12 серпня 2020 року розпорядженням Кабміну № 996 Соколівську громаду Черкаської області включено до Жашківської міської громади.

## Склад
До складу громади входять:
| Населений пункт          | Населення, осіб (1989) | Населення, осіб (2001) |
| ------------------------ | ---------------------- | ---------------------- |
| Адамівка, селище         | 77                     | 55                     |
| Безпечна, село           | 500                    | 436                    |
| Бузівка, село            | 2278                   | 2084                   |
| Вільшанка, село          | 359                    | 351                    |
| Вороне, село             | 1312                   | 1186                   |
| Жашків, місто            | 16410                  | 15687                  |
| Житники, село            | 993                    | 864                    |
| Зелений Ріг, село        | 733                    | 614                    |
| Конела, село             | 762                    | 651                    |
| Конельська Попівка, село | 910                    | 755                    |
| Конельські Хутори, село  | 554                    | 575                    |
| Кривчунка, село          | 981                    | 802                    |
| Леміщиха, село           | 891                    | 819                    |
| Литвинівка, село         | 883                    | 772                    |
| Марійка, село            | 376                    | 333                    |
| Медувата, село           | 205                    | 174                    |
| Одай, село               | 206                    | 154                    |
| Олександрівка, село      | 792                    | 814                    |
| Острожани, село          | 1057                   | 895                    |
| Пугачівка, село          | 1461                   | 1226                   |
| Сабадаш, село            | 823                    | 613                    |
| Скибин, село             | 2400                   | 2083                   |
| Соколівка, село          | 1420                   | 1290                   |
| Сорокотяга, село         | 1165                   | 989                    |
| Тетерівка, село          | 1503                   | 1338                   |
| Тихий Хутір, село        | 848                    | 666                    |
| Хижня, село              | 1063                   | 830                    |
| Шуляки, село             | 602                    | 536                    |

## Старостинські округи
- Бузівський (села Бузівка, Вільшанка)
- Вороненський
- Житницький
- Безпечнівсько-Зеленорізький (села Безпечна та Зелений Ріг)
- Конельський
- Конельськопопівський
- Конельськохутірський (села Конельські Хутори, Медувата)
- Кривчунський
- Леміщиський
- Литвинівський
- Олександрівський
- Острожанський
- Пугачівський
- Сабадаський (села Сабадаш, Марійка)
- Соколівський
- Сорокотязький
- Скибинський
- Тетерівський
- Тихохутірський
- Хижнянський (села Хижня, Одай)
- Шуляківський[6]